# Simfonia núm. 6 (Glazunov)
La Simfonia núm. 6 en do menor, op. 58, va ser composta per Aleksandr Glazunov el 1896 i es va publicar dos anys més tard. Està dedicada a Sigismond Blumenfeld, germà del compositor Felix Blumenfeld.
Conté quatre moviments⁣:
- Adagio ( = 66) – Allegro passionato ( = 66)
- Tema con variazioni: Andante ( = 66)
- Intermezzo (Scherzo allegretto) ( = 138)
- Finale: Andante maestoso ( = 60) – Moderato ( = 92)

## Instrumentació
La simfonia està escrita per a l'orquestra següent: 3 flautes (3r doblant flautí), 2 oboès, 3 clarinets, 2 fagots, 4 trompes, 3 trompetes, 3 trombons, tuba, timbales, triangle, plats, bombo i cordes.